# Eduard Rădăslăvescu
Eduard Gabriel Rădăslăvescu (Orșova, 30 luglio 2004) è un calciatore rumeno, centrocampista del Farul Costanza.

## Carriera

### Club
Cresciuto calcisticamente nell'Academia Hagi, nel 2021 firma il suo primo contratto da calciatore con il Farul Costanza, con cui esordisce il 17 ottobre 2021, in occasione dell'incontro di Liga I perso per 2-1 contro l'Argeș Pitești.

### Nazionale
Ha rappresentato le nazionali giovanili rumene.

## Statistiche

### Presenze e reti nei club
Statistiche aggiornate al 29 luglio 2022.
| Stagione        | Squadra         | Campionato      | Campionato | Campionato | Coppe nazionali | Coppe nazionali | Coppe nazionali | Coppe continentali | Coppe continentali | Coppe continentali | Altre coppe | Altre coppe | Altre coppe | Totale | Totale |
| Stagione        | Squadra         | Comp            | Pres       | Reti       | Comp            | Pres            | Reti            | Comp               | Pres               | Reti               | Comp        | Pres        | Reti        | Pres   | Reti   |
| --------------- | --------------- | --------------- | ---------- | ---------- | --------------- | --------------- | --------------- | ------------------ | ------------------ | ------------------ | ----------- | ----------- | ----------- | ------ | ------ |
| 2021-2022       | Farul Costanza  | L1              | 24         | 1          | CR              | 1               | 0               |                    | -                  | -                  |             | -           | -           | 25     | 1      |
| 2022-2023       | Farul Costanza  | L1              | 1          | 0          | CR              | 0               | 0               |                    | -                  | -                  |             | -           | -           | 1      | 0      |
| Totale carriera | Totale carriera | Totale carriera | 25         | 1          |                 | 1               | 0               |                    | -                  | -                  |             | -           | -           | 26     | 1      |

## Palmarès

### Club

#### Competizioni nazionali
- Campionato rumeno: 1

FCSB: 2023-2024
- Supercoppa di Romania: 1

FCSB: 2024